# Погана (комуна)
Погана (рум. Pogana) — комуна у повіті Васлуй в Румунії. До складу комуни входять такі села (дані про населення за 2002 рік):
- Боджешть (811 осіб)
- Киржоань (181 особа)
- Мескурей (648 осіб)
- Погана (775 осіб)
- Томешть (969 осіб)

Комуна розташована на відстані 238 км на північний схід від Бухареста, 37 км на південь від Васлуя, 93 км на південь від Ясс, 105 км на північ від Галаца.

## Населення
За даними перепису населення 2002 року у комуні проживали 3384 особи.
Національний склад населення комуни:
| Національність | Кількість осіб | Відсоток |
| -------------- | -------------- | -------- |
| румуни         | 3383           | > 99,9%  |
| угорці         | 1              | < 0,1%   |

Рідною мовою назвали:
| Мова      | Кількість осіб | Відсоток |
| --------- | -------------- | -------- |
| румунська | 3383           | > 99,9%  |
| угорська  | 1              | < 0,1%   |

Склад населення комуни за віросповіданням:
| Релігія       | Кількість осіб | Відсоток |
| ------------- | -------------- | -------- |
| православні   | 3244           | 95,9%    |
| адвентисти    | 77             | 2,3%     |
| п'ятдесятники | 47             | 1,4%     |
| старообрядці  | 15             | 0,4%     |
| римо-католики | 1              | < 0,1%   |